# Col Saint-Georges
Le col Saint-Georges (ou bocca di San Ghjorghju) est l'un des principaux cols de Corse. Il se situe à 757 m d'altitude, sur la commune de Grosseto-Prugna en Corse-du-Sud.

## Géographie

### Situation

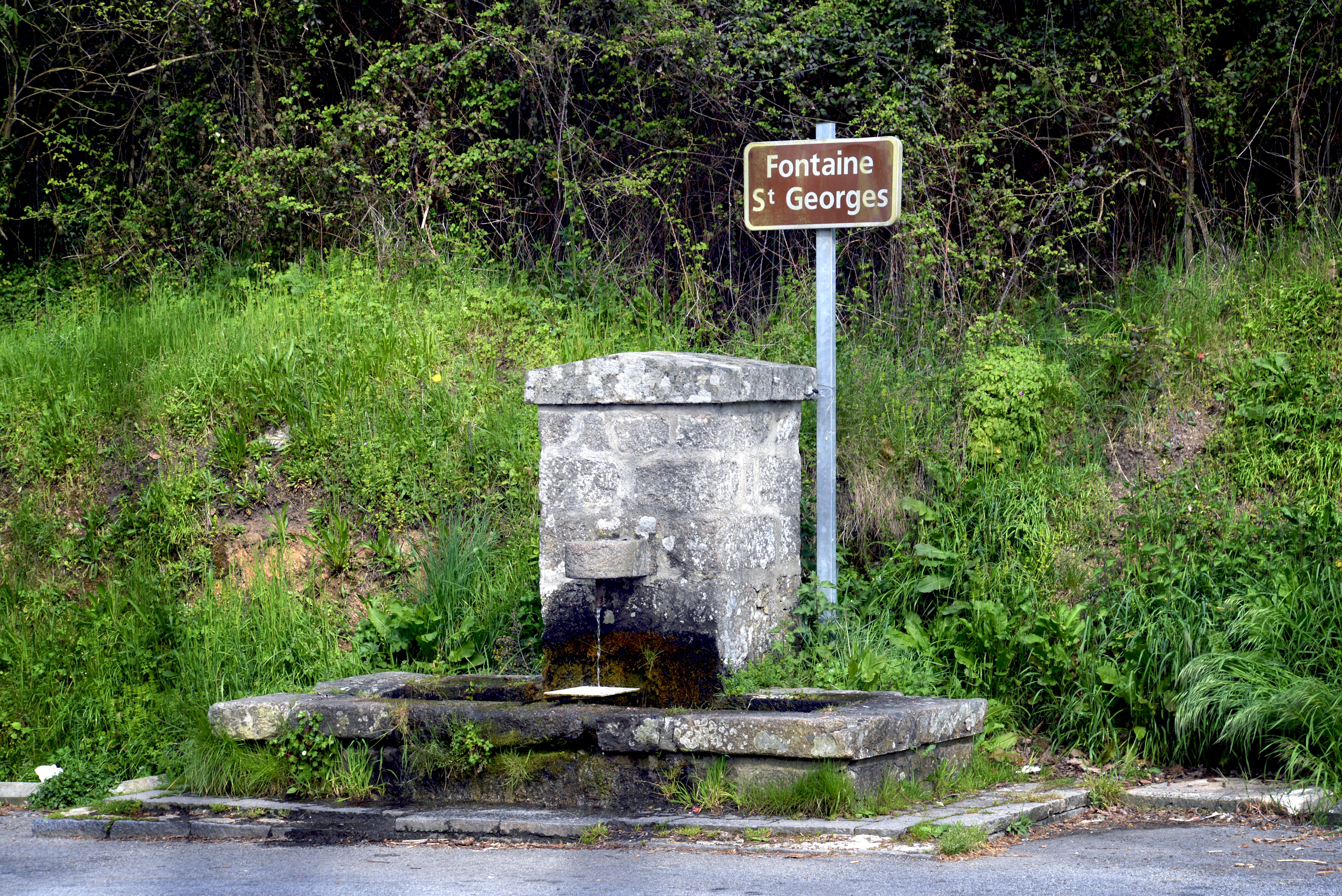
La fontaine Saint-Georges

Le col Saint-Georges se situe dans le massif du Monte Renoso, une chaîne de montagnes granitiques dans le centre-sud de la Corse, au nord du massif du Monte Incudine. Il se situe à près de 8 km (distance orthodromique) à l'ouest-nord-ouest du village de Grosseto-Prugna.

### Topographie
Il se trouve à 757 mètres d'altitude, sur la ligne de crête d'un chaînon montagneux secondaire s'épaulant sur la chaîne centrale de la Corse au Monte Renoso (2 352 m), et déclinant pour terminer en mer à Serra-di-Ferro et Coti-Chiavari.
Il permet le franchissement de la vallée du Prunelli au nord à celle du Taravo au sud, soit du village de Cauro à celui de Grosseto-Prugna.
Au nord du col, naît le ruisseau de L’Orgiale dont les eaux vont grossir le ruisseau de Morgone, affluent du Prunelli. Au sud, naît un torrent qui passe aussitôt sur Albitreccia et dont les eaux se jettent successivement dans le ruisseau d’Apa puis dans le torrent de Marcuggio, affluent du Taravo.

### Géologie
Le col est dans la Corse hercynienne ancienne (ou occidentale) couvrant les deux tiers sud-ouest de l’île. Son territoire repose sur un socle de granites monzonitiques porphyroïdes.

### Flore
Le site se trouve dans une zone couverte d'une végétation arborescente où domine le chêne vert.

### Accès
Le col Saint-Georges est franchi par la route territoriale 40 qui relie Ajaccio à Bonifacio.
Il n'est que rarement enneigé en hiver et est praticable toute l’année. Afin de permettre aux usagers de visionner en temps réel sur internet les conditions climatiques, l’enneigement et la circulation, une webcam a été installée par les services concernés de la Collectivité territoriale de Corse.

## Histoire

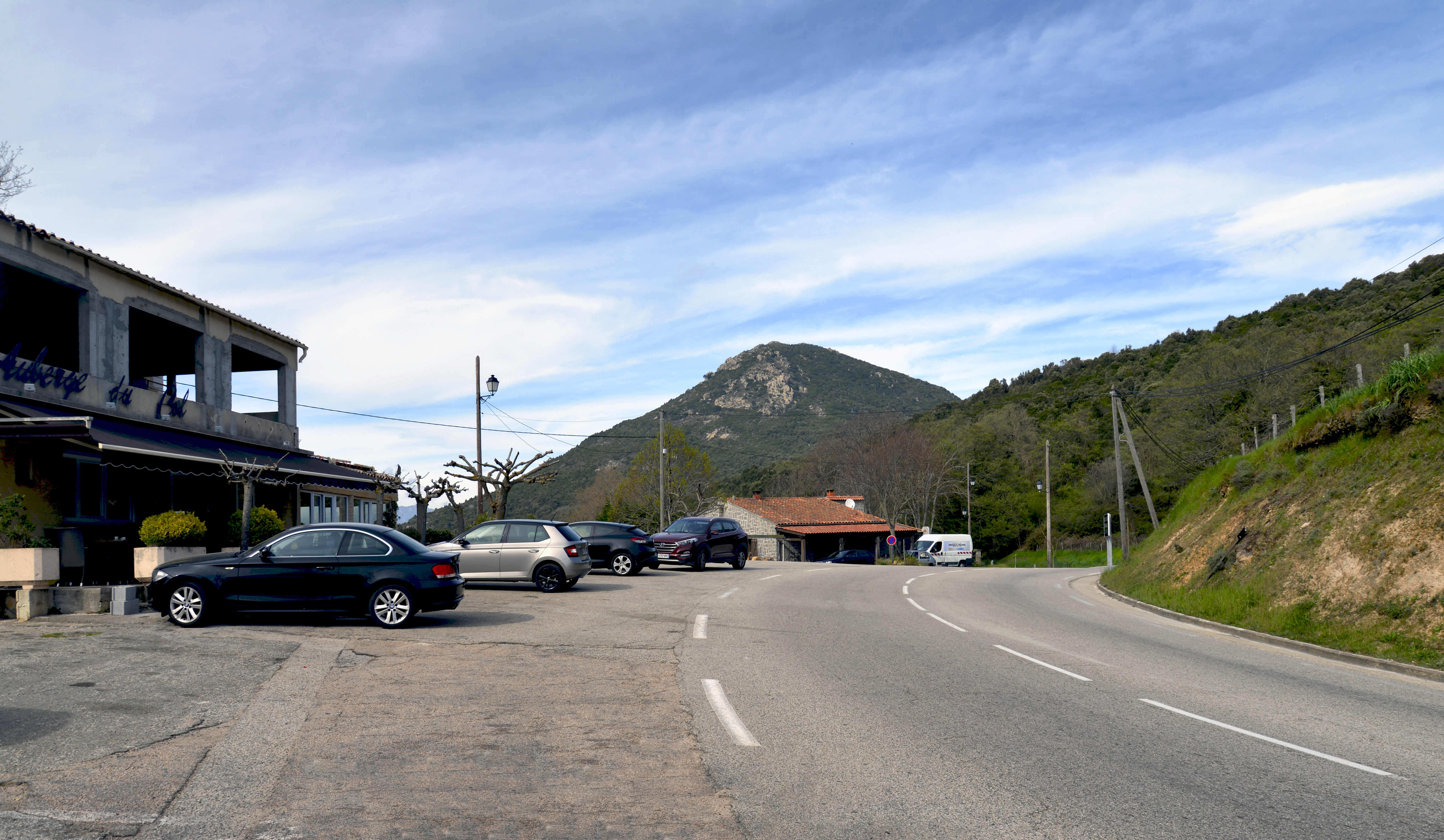
Vue du col Saint-Georges

Au col même se trouve un établissement à l'enseigne « Auberge du Col ». À une cinquantaine de mètres au nord, en bordure de route, se trouvent la webcam précitée et la fontaine Saint-Georges.
Saint-Georges a donné son nom à une eau de source commercialisée depuis 1980 sous le nom de « Eau de source corse Saint-Georges ». L’usine d’embouteillage se situe à environ un kilomètre au nord.